# 木村京太郎 (プロデューサー)
木村 京太郎（きむら きょうたろう、1952年 - 2010年6月22日）は、日本のテレビプロデューサー。元読売広告社社員で数多くのアニメ番組、特撮番組を手がけた。

## 人物
読売広告社社員時代より、映画会社・東映が製作する児童向けのテレビアニメ・ドラマ番組のプロデュースを務め、テレビ番組と連動した協賛スポンサー企業との提携商品の開発やマーチャンダイジングなどに取り組む。フジテレビの東映不思議コメディーシリーズを浦沢義雄と共に手がけ成功に導いた仕掛け人でもある。
趣味としてジャズなどの音楽鑑賞を楽しんでいた。
2010年6月急逝。享年58。葬儀は東映アニメーション、ぴえろ、読売広告社により営まれた。

## 担当作品

### アニメ
- 機甲創世記モスピーダ（1983年）
- キン肉マン
  - キン肉マン（1983年）
  - キン肉マン 決戦!7人の正義超人vs宇宙野武士（1984年）
  - キン肉マン キン肉星王位争奪編（1991年）
  - キン肉マンII世（2002年）
- ゲゲゲの鬼太郎
  - ゲゲゲの鬼太郎（第3作）（1985年）
  - ゲゲゲの鬼太郎（第4作）（1996年）
  - ゲゲゲの鬼太郎（第5作）（2007年）
  - 墓場鬼太郎(2008年、製作)
- 剛Q超児イッキマン（1986年）
- あんみつ姫（1986年）
- のらくろクン（1987年）
- 闘将!!拉麵男（1988年）
- ミラクルジャイアンツ童夢くん（1989年）
- ひみつのアッコちゃん
  - ひみつのアッコちゃん（第2作）（1988年）
  - ひみつのアッコちゃん（第3作）（1998年）
- フジテレビ土曜夕方6時台枠のアニメ
  - おそ松くん（第2作）（1988年）
  - 平成天才バカボン（1990年）
  - おれは直角（1991年）
  - 丸出だめ夫（1991年）
  - 幽☆遊☆白書（1992年）
  - NINKU -忍空-（1995年）
  - みどりのマキバオー（1996年、スーパーバイザー）
  - 烈火の炎（1997年、スーパーバイザー）
- とっても!ラッキーマン（1994年）
- ふしぎ遊戯（1995年）
- 赤ちゃんと僕（1996年）
- たこやきマントマン（1998年）
- ぐるぐるタウンはなまるくん（1999年）
- レレレの天才バカボン（1999年）
- 小さな巨人 ミクロマン（1999年）
- デジモンシリーズ
  - デジモンアドベンチャー (1999年)
  - デジモンアドベンチャー02（2000年）
  - デジモンテイマーズ（2001年）
  - デジモンフロンティア（2001年）
- 出撃!マシンロボレスキュー（2003年）
- 金色のガッシュベル!!（2003年）
- 甲虫王者ムシキング 森の民の伝説（2005年）
- ロビーとケロビー（2007年）
- 二十面相の娘（2008年）
- ミチコとハッチン（2008年、製作担当）
- ドラゴンボール改（2009年）

### 劇場アニメ
- ゲゲゲの鬼太郎
  - ゲゲゲの鬼太郎（1985年）
  - ゲゲゲの鬼太郎 妖怪大戦争（1986年）
  - ゲゲゲの鬼太郎 最強妖怪軍団!日本上陸!!（1986年）
  - ゲゲゲの鬼太郎 激突!!異次元妖怪の大反乱（1986年）
  - 劇場版 ゲゲゲの鬼太郎 日本爆裂!!（2008年）
- 幽☆遊☆白書(1993年、企画)
- キャプテン翼 最強の敵! オランダユース（1994年）
- 劇場版 金色のガッシュベル!! 101番目の魔物（2004年、企画）
- 劇場版 金色のガッシュベル!! メカバルカンの来襲（2005年、企画）

### 特撮
- 東映不思議コメディーシリーズ
  - ペットントン(1983年)
  - どきんちょ!ネムリン(1984年)
  - 勝手に!カミタマン(1985年)
  - もりもりぼっくん(1986年)
  - おもいっきり探偵団 覇悪怒組(1987年)
  - じゃあまん探偵団 魔隣組(1988年)
  - 魔法少女ちゅうかなぱいぱい!(1989年)
  - 魔法少女ちゅうかないぱねま!(1989年)
  - 美少女仮面ポワトリン[1](1990年)
  - 不思議少女ナイルなトトメス[1](1991年)
  - うたう!大龍宮城[1](1992年)
  - 有言実行三姉妹シュシュトリアン(1993年)
- 超光戦士シャンゼリオン(1996年)
- 美少女戦麗舞パンシャーヌ 奥様はスーパーヒロイン!(2007年)